# 三氧化二鑀
三氧化二鑀是一種無機化合物，為人造元素鑀的氧化物，化學式為Es2O3。有放射性。

## 製備
可以透過對亞微克量級的硝酸鑀進行退火來製得氧化鑀。
不過鑀最穩定的同位素半衰期只有472天，因此該化合物容易衰變產生三氧化二鉳、三氧化二鉲、三氧化二鐨或是爆炸性崩解為氧氣和鑀的衰變產物。

## 性質
氧化鑀是一種無色固體，有三種已知的晶體結構。體心立方結構的晶格常數為1076.6± 0.6 pm，可依此推算Es3+的離子半徑為92.8pm。另外兩種結構分別是單斜晶系和六方晶系，其中六方晶系結構和氧化鑭的相同。